# Лабиди, Кемаис
Кемаис Лабиди (араб. خميس العبيدي‎; род. 30 августа 1950, Тунис) — тунисский футболист и футбольный тренер, играл на позиции полузащитника. Участник чемпионата мира 1978 года.

## Биография

### Игровая карьера
В течение 12 сезонов Лабиди за «Кайруан», в составе которого в 1977 году выиграл чемпионский титул. В 1980 году отправился в Саудовскую Аравию и в течение одного сезона играл за «Аль-Вахду» из Мекки и в этом же клубе завершил карьеру.
В составе сборной Туниса принимал участие на чемпионате мира 1978 года, где сыграл в трёх матчах группового этапа со сборными Мексики (3:1), Польши (0:1) и ФРГ (0:0). По итогам турнира сборная Туниса заняла в группе 3-е место с 3 очками и не вышла в следующий раунд.

### Тренерская карьера
Неоднократно возглавлял в качестве главного тренера «Кайруан».
Возглавлял олимпийскую сборную Туниса на олимпийском футбольном турнире в 2004 году.
В 2019 году возглавил ивуарийский «Сан-Педро», в котором ранее работал техническим директором.